# 驻波比
在无线电工程和电信中，驻波比（英語：standing wave ratio，SWR）是负载阻抗匹配与传输线或波导特性阻抗匹配的量度。阻抗失配导致沿传输线的驻波，而驻波比定义为沿线的波腹处的部分驻波幅度（最大值）与节点处的幅度（最小值）之比。
驻波比通常以沿馈线的最大和最小交流电压計算，因此称为电压驻波比或 VSWR （有时发音为“vizwar”   ）。例如，电压驻波比為1.2:1，意思是馈线上的驻波引起的交流电压的峰值，是该线上最小交流电压的1.2倍，但是需要该线路长度至少为半波长。 驻波比也可以定义为传输线电流、电场强度或磁场强度的最大振幅与最小振幅之比。如果忽略馈线损耗，这些比值是相同的。
功率驻波比（PSWR）定义為 VSWR 的平方。然而，这个已弃用的术语与传输中实际涉及的功率没有直接的物理关系。
驻波比通常使用称为驻波比计的专用仪器来测量。由于 SWR 是相对于使用中的传输线的特性阻抗的负载阻抗的测量（它们共同决定了反射系数，如下所述），一个给定的 SWR 仪表只有在具有与线路相同的特性阻抗时才能测量驻波比。实际上，这些应用中使用的大多数传输线都是阻抗为 50 或 75 欧姆 的同轴电缆，因此大多数 SWR 表都至少对应于其中之一。
检查 SWR 是无线电台的标准程序。虽然可以通过使用阻抗分析仪（或“阻抗电桥”）测量负载的阻抗来获得相同的信息，但 SWR 表更简单、更可靠。通过测量发射机输出阻抗失配的幅度，可以揭示天线或传输线造成的问题。